# Ferdinand Siebert (Politiker)
Ferdinand Siebert (* 22. Mai 1912 in Neu-Ulm; † 2000 in München) war ein deutscher Kommunalpolitiker.

## Leben
Siebert ging in Neu-Ulm und Illertissen zur Schule und studierte anschließend in Heidelberg, Tübingen und München. Sein Studium schloss er als Diplom-Volkswirt ab und promovierte zum Dr. rer. pol. Er war anschließend an verschiedenen Orten als Studienrat tätig. 1938 trat er in die NSDAP ein. Von 1941 bis 1945 unterrichtete er an der Städtischen Oberrealschule für Mädchen in Ingolstadt. Nach dem Krieg zählte er zu den Gründungsmitgliedern der CSU in Landkreis Neu-Ulm. Am 29. April 1946 wurde er zum 1. Bürgermeister der Stadt Neu-Ulm gewählt. Kurz darauf (am 28. Mai 1946) wurde er Landrat des Landkreises Neu-Ulm. Dieses Doppelmandat war nur für einige Monate zugelassen: Siebert legte das Amt des Bürgermeisters im August 1946 nieder. Zwischenzeitlich war Siebert zur Freien Wählervereinigung übergetreten. Im Juni 1948 verlor er die Wahl zum Landrat gegen Georg Köhl und kehrte als Direktor der Realschule Neu-Ulm in den Schuldienst zurück. Von 1952 bis 1960 war er Landrat des Landkreises Kempten (Allgäu). Im Jahre 1959 wechselte Siebert in den Schuldienst nach München, u. a. an das Gisela-Gymnasium München. 1977 trat er in den Ruhestand und verstarb im Jahr 2000 in München.